# Église Sainte-Luce de Blaye
L'église Sainte-Luce est une ancienne église de la ville de Blaye, dans le département de la Gironde et la région Nouvelle-Aquitaine, en France.

## Historique
Cette église doit sa fondation à une donation effectuée par Claude de Rouvroy, duc de Saint-Simon, gouverneur de Blaye, en 1660. Elle reste longtemps le siège de la confrérie des tailleurs. Restaurée en 1783 et en 1901, le sanctuaire est également l'objet d'un culte à Notre-Dame-des-Roses jusqu'au milieu du XXe siècle. 
L'édifice de forme rectangulaire se divise en trois vaisseaux d'égales dimensions, l'ensemble étant précédé par une façade percée d'un oculus et de deux baies latérales en plein cintre. À l'intérieur, le chevet plat accueille un vitrail du maître-verrier Gustave Pierre Dagrant représentant Notre-Dame-des-Roses, ainsi qu'un retable du XVIIIe siècle et plusieurs sépultures. 
L'église, désacralisée au XXIe siècle, est en rénovation.